# Condado de Hughes (Dakota do Sul)
O Condado de Hughes é um dos 66 condados do Estado americano da Dakota do Sul. A sede do condado é Pierre, e sua maior cidade é Pierre. O condado possui uma área de 2 073 km² (dos quais 154 km² estão cobertos por água), uma população de 16 481 habitantes, e uma densidade populacional de 8 hab/km² (segundo o censo nacional de 2000).